# The Mother
Pour les articles homonymes, voir Mother.
Ne doit pas être confondu avec The Mother (film, 2023).
Pour plus de détails, voir Fiche technique et Distribution.
The Mother est un film britannique réalisé par Roger Michell, produit par Kevin Loader, sorti le 10 mars 2004.

## Synopsis
May est une grand-mère ordinaire de la banlieue londonienne. À la mort de son mari, lors d'une visite chez ses enfants à Londres, elle s'installe chez eux. Bloquée dans une métropole inconnue loin de chez elle, May a peur de devenir l'une de ces vieilles femmes invisibles dont la vie est plus ou moins finie. Mais elle tombe amoureuse de Darren, de trente ans son cadet, ami de son fils et amant de sa fille.

## Fiche technique
- Titre : The Mother
- Réalisation : Roger Michell
- Scénario : Hanif Kureishi
- Musique : Jeremy Sams
- Photographie : Alwin H. Küchler
- Montage : Nicolas Gaster
- Production : Kevin Loader
- Société de production : BBC Films, Free Range Films et Renaissance Films
- Société de distribution : UGC-Fox Distribution (France)
- Pays :  Royaume-Uni
- Genre : Drame et romance
- Durée : 112 minutes
- Dates de sortie : 
  -  Royaume-Uni : 14 novembre 2003
  -  France : 10 mars 2004

## Distribution
- Anne Reid : May
- Daniel Craig (VF : Philippe Vincent) : Darren
- Peter Vaughan : Toots
- Anna Wilson-Jones : Helen
- Danira Gović: Au Pair
- Harry Michell : Harry
- Rosie Michell : Rosie
- Steven Mackintosh : Bobby
- Carlo Kureishi : Jack
- Oliver Ford Davies : Bruce
- Cathryn Bradshaw : Paula

## Distinctions
- Festival de Cannes 2003 : Label Europa Cinemas